# Paz capitalista
A paz capitalista, ou teoria da paz capitalista, ou paz comercial, postula que a abertura do mercado contribui para um comportamento mais pacífico entre os estados e que as economias desenvolvidas orientadas para o mercado são menos propensas a entrar em conflito umas com as outras. Junto com a teoria da paz democrática e os argumentos institucionalistas pela paz, a paz comercial faz parte do tripé kantiano da paz. Mecanismos proeminentes para a paz comercial giram em torno de como o capitalismo, a interdependência comercial e a interdependência do capital aumentam os custos da guerra, incentivam grupos a fazer lobby contra a guerra, dificultam a entrada de líderes na guerra e reduzem os benefícios econômicos da conquista.
Os acadêmicos têm debatido a validade empírica e teórica da tese da paz comercial, bem como os mecanismos por trás da teoria. De acordo com Erik Gartzke e Jiakun Jack Zhang, as evidências sobre a relação entre interdependência econômica e conflito são inconclusivas.

## História
As raízes filosóficas da paz comercial, intimamente relacionadas ao conceito de doux commerce, remontam a Montesquieu, David Hume, Richard Cobden (da Escola de Manchester), Immanuel Kant, Joseph Schumpeter, Norman Angell e a teoria econômica clássica. Em seu ensaio de 1795, Perpetual Peace, Immanuel Kant argumentou, entre outras coisas, que "o espírito do comércio... mais cedo ou mais tarde se apodera de todas as nações e é incompatível com a guerra". No início do século XX, Norman Angell raciocinou que a interdependência comercial nas economias modernas torna a guerra inútil. Mais tarde, Joseph Schumpeter ofereceu a observação de que com o avanço do capitalismo as pessoas formam "uma disposição antiguerreira". Karl Polanyi argumenta em The Great Transformation que o surgimento das finanças internacionais foi o principal contribuinte para a paz na Europa entre o fim das Guerras Napoleônicas e a Primeira Guerra Mundial.

## Teorias

### Interdependência comercial
A teoria do comércio interdependente para a paz capitalista é construída sobre os fundamentos da teoria econômica clássica. Essa ideia, que remonta a Kant, tornou-se a explicação teórica original para a paz capitalista. Em 1996, Erich Weede vinculou o comércio e os mercados livres ao desenvolvimento e à paz, propondo que a interdependência comercial causaria a paz entre as nações. Weede seguiu com o que chamou de "paz capitalista". No entanto, os resultados empíricos da ligação entre comércio e desenvolvimento foram questionados, pois um estudo descobriu que a proporção do Produto Interno Bruto (PIB) para o comércio exterior é de apenas 0,08, medido pelo PIB per capita registrado. Stephen Gent e Mark Crescenzi argumentaram que a interdependência econômica reduziu o conflito interestatal sobre o poder de mercado.
Katherine Barbieri recuou na tese da paz comercial, encontrando apenas suporte empírico limitado para a tese. Um estudo de 2021 da International Security, de Mariya Grinberg, descobriu que os estados frequentemente se envolvem em comércio, mesmo quando estão em guerra uns contra os outros, o que levanta questões sobre o poder preventivo da interdependência comercial. Alguns acadêmicos argumentam que a dependência assimétrica e os ganhos relativos podem estimular o conflito. Henry Farrell e Abraham Newman argumentam que a interdependência pode estimular o conflito ao provocar a competição por nós importantes nas redes econômicas globais.
De acordo com Dale Copeland, o comércio pode ter um efeito pacificador nas relações interestatais, mas somente se os Estados acreditarem que colherão os frutos do comércio no futuro. Barry Buzan argumentou: "As estruturas liberais e mercantilistas têm impactos positivos e negativos no uso da força, mas esses impactos se tornam importantes apenas quando são complementados por fatores não econômicos que governam o uso da força".
O auge da Primeira Guerra Mundial, durante um período de globalização e interdependência econômica sem precedentes, tem sido citada com frequência como um exemplo de como a interdependência econômica falha em evitar a guerra ou até mesmo contribui para ela. Outros acadêmicos contestam que a Primeira Guerra Mundial foi um fracasso para a teoria liberal. Eric Gartzke e Yonatan Lupu argumentam que havia uma falta de interdependência comercial entre os estados que iniciaram a Primeira Guerra Mundial. Patrick McDonald e Kevin McSweeney alegam que a globalização, no período anterior à Primeira Guerra Mundial, girava em torno de reduções nos custos de transporte, não devido à liberalização do comércio, o que significa que o período anterior à Primeira Guerra Mundial não é um ótimo caso para testar a tese da paz capitalista.
Um estudo da PNAS de 2021 descobriu que a abertura comercial reduz consideravelmente os riscos de conflito em locais estratégicos próximos a pontos de estrangulamento marítimo.

### Teoria das normas econômicas
Michael Mousseau defendeu o que ele chama de "teoria das normas econômicas", que implica que os líderes dos estados com economias avançadas orientadas para o mercado têm um forte interesse em proteger o princípio da autodeterminação para todos os estados, a fim de salvaguardar um mercado global robusto. Líderes de estados com mercados internos fracos têm pouca consideração pela proteção do mercado global.
A teoria das normas econômicas liga as condições econômicas do clientelismo, que prevalecem em muitas sociedades de baixa renda; e uma economia de contrato intensivo, que impera em muitas sociedades de alta renda, com interesses e hábitos políticos divergentes.
A teoria das normas econômicas surgiu como uma explicação alternativa para a paz democrática, pois identificou a relação causal entre democracia e paz como espúria. Michael Mousseau identificou economias intensivas em contratos como uma possível causa, ou seja, tanto da democracia quanto da paz. Ele define economias intensivas em contratos como aquelas que têm altas taxas de contratação de seguro de vida e taxas líquidas de imigração. A explicação baseia-se em dois aspectos amplamente aceitos nas ciências sociais: (1) racionalidade limitada; e (2) hierarquias divergentes entre clientelismo e economias intensivas em contratos. Em sociedades de contratos intensivos, os indivíduos têm uma lealdade para com o Estado que impõe os contratos entre estranhos. Como consequência, os indivíduos nessas sociedades esperam que seus Estados cumpram os contratos de maneira confiável e imparcial, protejam os direitos individuais e façam esforços para melhorar o bem-estar geral. Além disso, com a suposição de racionalidade limitada, contrato de indivíduos rotineiramente dependentes de confiar em estranhos desenvolverão o hábito de confiar em estranhos, preferir direitos universais, lei imparcial e governo democrático liberal. Em contrapartida, os contratos de indivíduos em sociedades pobres terão o hábito de obedecer aos comandos dos líderes do grupo, desconfiando daqueles de fora do grupo.
De acordo com a teoria das normas econômicas, o contrato de pessoas em nações ricas desfrutam de uma paz permanente e positiva. Enquanto seus estados aderirem às demandas populares e permanecerem imparciais, o contrato de indivíduos em nações com economias intensivas têm interesse nos direitos de todos e no bem-estar material, dentro e fora da nação. Conseqüentemente, o contrato das nações intensivas não apenas evitam a guerra umas com as outras, mas se envolvem em níveis intensos de cooperação mútua especificamente destinados a promover o bem-estar material de cada um. Os contratos envolvendo líderes de nações com economias pobres, por outro lado, perseguem os interesses de seus grupos dominantes e não têm interesse na segurança ou bem-estar dos membros de grupos externos, sejam eles internos ou externos à nação. Em uma análise de 2019, Mosseau argumentou que os padrões de votação na Assembleia Geral das Nações Unidas apoiam a teoria das normas econômicas.
Uma preocupação com a explicação teórica de Mousseau é que ele sugere que a contratação de seguro de vida "indica uma norma altamente institucionalizada de contratação em uma sociedade porque... contratar um seguro de vida requer muita confiança..."; "Em sociedades de contratos intensivos (...) fazer contratos com estranhos promove a lealdade (...) a um estado que impõe esses contratos com ... igual aplicação do estado de direito"; E "O que distingue as sociedades de mercado das outras é que os confiscos de propriedade são realizados com imparcialidade e de acordo com o estado de direito". No entanto, a fonte que Mousseau faz referência para os dados do seguro de vida (Beck e Webb) relata que "... o estado de direito ou a corrupção não podem explicar a variação da densidade do seguro de vida entre os países". Em contrapartida, eles relatam que "renda per capita, inflação e desenvolvimento do setor bancário são os indicadores mais robustos do consumo de seguro de vida entre países e ao longo do tempo". Assim, é questionável se o seguro de vida realmente “indica uma norma altamente institucionalizada de contratação em uma sociedade..."

### Sinalização cara
Alguns acadêmicos argumentam que as nações que têm maiores fluxos de comércio e fluxos de capital são menos propensas a acabar em conflito porque são capazes de se envolver em sinalizações dispendiosas. Quando esses países emitem ameaças explícitas, suas ameaças são levadas a sério porque a emissão da ameaça leva investidores e comerciantes a retirar investimentos e comércio do país. Isso reduz a probabilidade de que as crises inadvertidamente se transformem em guerra.

### Capital e finanças
Stephen G. Brooks argumentou em vários estudos que a globalização das finanças e o surgimento de empresas multinacionais contribuíram para um sistema internacional mais pacífico. Em um estudo de 2005, ele afirma que a conquista para fins econômicos é inútil e contraproducente em um sistema internacional com ampla mobilidade de capital e elaboradas cadeias de suprimentos globais. Em um estudo de 2013, ele argumentou, "não há mais nenhum ator econômico que seja favorável à guerra e que faça lobby no governo com essa preferência... a atual estrutura da economia global agora torna viável o investimento direto estrangeiro para servir como um substituto eficaz para a conquista de uma forma que não era possível em épocas anteriores."

### Tamanho do governo
Patrick J. McDonald argumentou que os governos menores são mais dependentes do que os governos maiores; ou socialistas do aumento de impostos para as guerras. Isso torna os compromissos de nações com governos menores mais confiáveis do que aqueles com governos maiores, permitindo que nações com governos menores e, portanto, economias "capitalistas", estejam melhor posicionadas para evitar conflitos.

### O ato de governar à força
Esta teoria, aduz que, se os homens querem se opor à guerra, é ao estatismo que eles devem se opor. Enquanto eles mantiverem a noção tribal de que o indivíduo é alimento de sacrifício para o coletivo, que alguns homens têm o direito de governar os outros pela força, e que algum (qualquer) suposto "bem" pode justificá-lo — não pode haver paz dentro uma nação e nenhuma paz entre as nações.

### Benefícios econômicos mais baixos
De acordo com Richard Rosecrance, os Estados podem acumular poder e aumentar sua segurança por meio do comércio e do investimento estrangeiro direto, isto é, por meio de um sistema internacional economicamente aberto; enquanto quem em outras épocas, os Estados acumulavam poder por meio da conquista de terras. Peter Lieberman refutou Rosecrance, argumentando que os Estados colheram benefícios ainda no século XX.

## Teoria dos arcos dourados

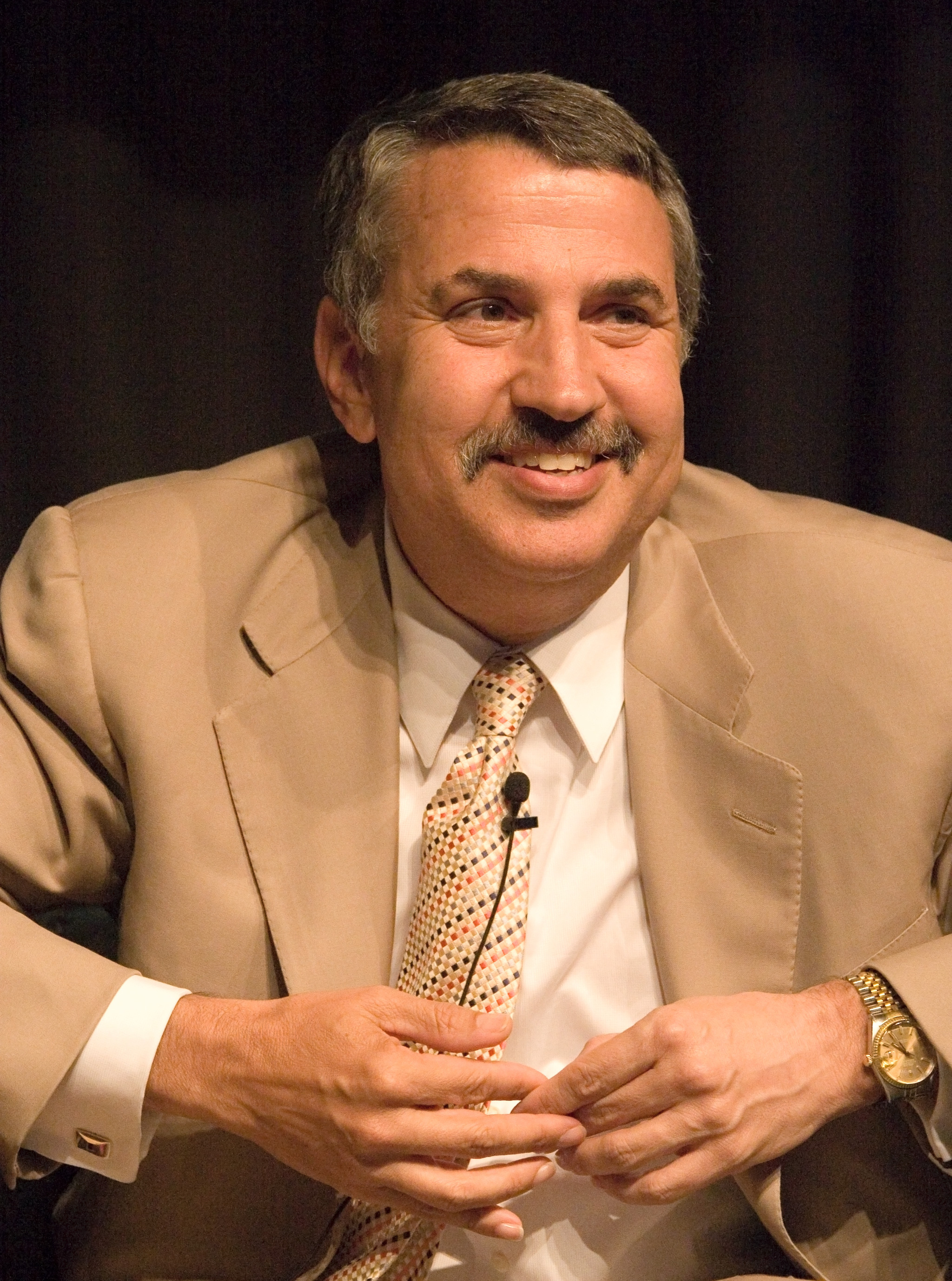
O livro de Thomas Friedman (foto) contribuiu para a discussão da teoria dos arcos dourados

No livro de 1999 de Thomas L. Friedman, The Lexus and the Olive Tree, a seguinte declaração foi apresentada: "Não há dois países que ambos tinham McDonald's travaram uma guerra um contra o outro desde que cada um conseguiu seu McDonald's". Ele sustentou sua crença, como teoria, afirmando que, quando um país alcançasse um desenvolvimento econômico onde tivesse uma classe média forte o suficiente para sustentar uma rede McDonald's, ele se tornaria um "país McDonald's", e não estaria interessado em lutar mais guerras.[carece de fontes?]
Pouco depois da publicação do livro, a OTAN bombardeou a Iugoslávia. No primeiro dia do atentado, os restaurantes McDonald's em Belgrado foram demolidos por manifestantes furiosos e foram reconstruídos somente após o término do atentado. Na edição de 2000 do livro, Friedman disse que essa exceção provou a regra: a guerra terminou rapidamente. Ele argumentou, em parte, porque a população sérvia não queria perder seu lugar em um sistema global "simbolizado pelo McDonald's".
Em 2005, Friedman disse que emoldurou essa teoria em termos dos Arcos Dourados do McDonald's "com a língua levemente na bochecha". Em seu livro de 2005, The World is Flat, ele ofereceu uma teoria atualizada que chamou de teoria Dell.
Em 2022, após o início da invasão da Ucrânia pela Rússia, o McDonald's suspendeu todos os negócios na Rússia, mas disse que continuaria pagando aos funcionários. Tanto a Ucrânia quanto a Rússia tinham uma quantidade substancial de locais do McDonald's em ambos os países antes da invasão.

## Teoria Dell
A Teoria Dell de Prevenção de Conflitos, ou Teoria Dell, foi apresentada por Thomas Friedman em seu livro, The World Is Flat. É uma versão atualizada de sua teoria anterior dos arcos dourados.[carece de fontes?]
"A Teoria da Dell estipula: dois países que fazem parte de uma grande cadeia de suprimentos global, como a empresa Dell, nunca travarão uma guerra um contra o outro enquanto ambos fizerem parte da mesma cadeia de suprimentos global."